# Maksim Pezhemsky
Maksim Pezhemsky (30 de março de 1963) é um diretor de cinema russo.